# ボー・サンシー

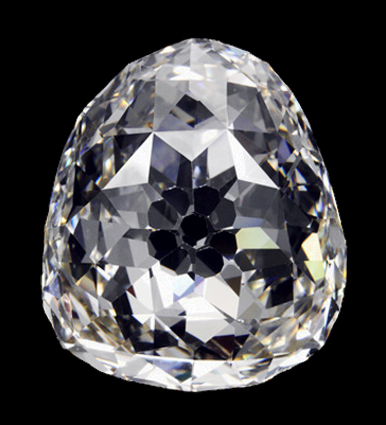
ボー・サンシーの模造品

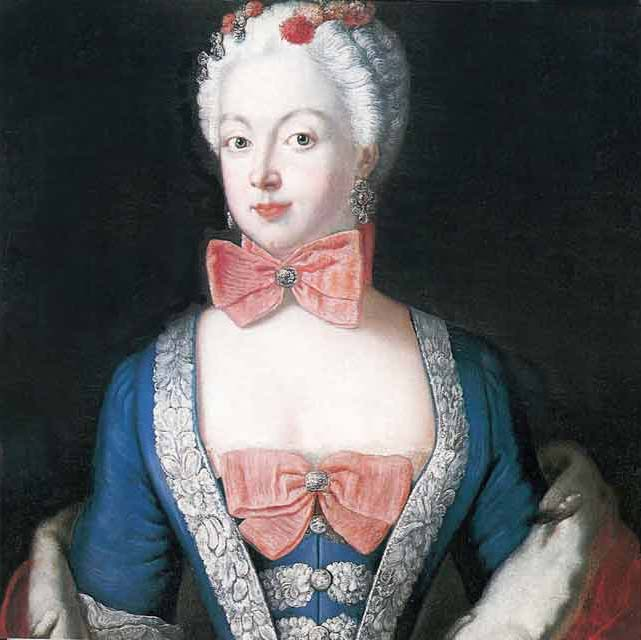
ボウタイにつけたボー・サンシーを身に着けるプロイセン王妃エリーザベト・クリスティーネ

ボー・サンシー （Beau Sancy）は、著名な宝飾用ダイヤモンドの一つ。

## 概要
外見は、ずんぐりとしたセイヨウナシ型ともいえる形状。34.98カラットの大きさを誇り、110面のカットが施されている。もともとの産地は、インドのゴルコンダ産とされている
。

## 歴史
16世紀後半、ダイヤモンド収集家のボー・サンシーがイスタンブールで見いだしたことから名付けられた。後に、フランスの国王アンリ4世が購入。購入にあたってはダイヤモンドに惚れ込んだ王妃マリー・ド・メディシスの意向が大きく働いたとされ、息子のルイ13世の摂政となった際には、戴冠式の王冠にボー・サンシーを飾らせたことから、広く一般に知られるようになった。その後、ボー・サンシーはイギリス王室、プロイセン王室を転々としたが、20世紀後半には公開されることもなくなり、幻のダイヤモンドと化した。2012年、サザビーズがボー・サンシーの競売を公表。世界各国で展示された後、同年5月15日に競売に付され904万2500スイスフランで落札された。